# Vườn quốc gia Beit Guvrin
Vườn quốc gia Beit Guvrin-Maresha là một vườn quốc gia ở miền trung Israel, nằm cách Kiryat Gat khoảng 13 km. Vườn quốc gia bao gồm các di tích của Maresha, một trong những thành phố quan trọng của Judah trong suốt khoảng thời gian của Đền thờ Thứ nhất, và Beit Guvrin, một thị trấn quan trọng trong thời đại La Mã, khi nó được biết đến với tên gọi là Eleutheropolis.
Hiện vật khảo cổ khai quật tại địa điểm bao gồm một nghĩa trang lớn của người Do Thái, một giảng đường La Mã-Byzantine, một nhà thờ Byzantine, nhà tắm công cộng, khảm và các hang động chôn cất.

## Lịch sử
Các ghi chép sớm viết về Maresha là một thành phố cổ xưa của Bộ tộc Judah. Kinh thánh Hebrew đề cập đến khía cạnh khác trong việc vua Rehoboam của Judah củng cố nó để chống lại cuộc tấn công của người Ai Cập. Sau sự sụp đổ của Vương quốc Judah, thành phố Maresha đã trở thành một phần của vương quốc Edom. Vào cuối thời kỳ Ba Tư, những người Sidonian đã định cư tại Maresha và thành phố được đề cập đến trong khoảng thời gian Zeno của Caunus. Khi diễn ra Cuộc khởi nghĩa Maccabee, Maresha là một cơ sở cho các cuộc tấn công chống lại Judea. Sau thời kỳ Vương quốc Hasmoneus, John Hyrcanus bị bắt và Maresha đã bị phá hủy trong năm 112 TCN. Vùng Idumea vẫn nằm dưới sự kiểm soát của Hasmoneus. Năm 40 TCN, người Parthia tàn phá hoàn toàn Maresha, và sau đó nó không bao giờ được xây dựng lại nữa.
Beit Guvrin rực rỡ hơn Maresha khi là thị trấn chính của khu vực. Bị chinh phục bởi Vespasianus trong chiến tranh Do Thái (68 SCN) và một lần nữa sau những cuộc nổi dậy của Bar Kochba (132-135 SCN), nó đã được tái thành lập như là một thuộc địa của La Mã và trong năm 200, nó đã nhận được danh hiệu của một thành phố của người La Mã (Ius Italicum), dưới cái tên mới là Eleutheropolis, "thành phố tự do". Tài liệu trong thời gian Byzantine đề cập đến việc thành phố có cả người Kitô giáo và Do Thái sinh sống.

## Khảo cổ
Maresha lần đầu tiên được khai quật vào năm 1898-1900 bởi Bliss và Macalister, người phát hiện ra bức tường bao quanh với tháp canh thời Kỳ Hellenistic. Nhiều máy ép ô liu cổ của thành phố, cấu trúc Columbarium và bể chứa nước vẫn có thể được nhìn thấy.
Cả hai Maresha và Beit Guvrin đã được khai quật vào năm 1989 và 1992 bởi nhà khảo cổ học người Israel Amos Kloner. Một giảng đường được xây dựng bởi các đơn vị quân đội La Mã đóng quân ở đó, một nhà tắm La Mã lớn, và một pháo đài từ thời Crusader lồng ghép trong các bức tường của giảng đường và nhà tắm La Mã, cũng như một nhà thờ thời kỳ này.